# Język moken
Język moken (a. mawken), także salon (a. salong, selong, selung) – język austronezyjski używany w Archipelagu Mergui u wybrzeży Birmy oraz na niektórych wyspach Tajlandii, wśród grupy etnicznej Moken. Według danych szacunkowych z 2007 roku posługuje się nim 4 tys. mieszkańców Birmy.
Dzieli się na szereg dialektów: jait, lebi, niawi i dung, przy czym najlepiej opisany z nich to dung. Dodatkowe dwa dialekty – kɔ̀ʔ surin (jadiak północny) i rawai (jadiak południowy) – są właściwe dla wysp na terytorium Tajlandii. W Tajlandii jego użytkownicy zamieszkują wyspy niedaleko Ranong, Kɔ̀ʔ Surin w pobliżu terytorium Birmy oraz południowy fragment wyspy Phuket (gdzie używany jest też język urak lawoi’).
Nie jest dobrze wzajemnie zrozumiały z blisko spokrewnionym językiem moklen, używanym wyłącznie w kontynentalnej Tajlandii i na przyległych wyspach. Czasem moklen jest rozpatrywany jako jeden z dialektów moken. Stosunek moken i moklen do języków malajskich i czamskich pozostaje niejasny. Przypuszczalnie tworzą z nimi wspólną grupę. O ile leksyka moken i moklen ma w przeważającej mierze pochodzenie malajsko-polinezyjskie, to ich fonologia upodobniła się do wzorców arealnych kontynentalnej Azji Południowo-Wschodniej.
Wśród Mokenów w użyciu są także inne języki, takie jak birmański i tajski. Bywa spotykana również znajomość języka malajskiego lub urak lawoi’. Wraz z zanikiem tradycji podróży i kontaktów międzygrupowych, związanych z nomadycznym trybem życia Mokenów, odnotowano spadek poziomu wielojęzyczności. W moken zaznaczyły się wpływy birmańskie i tajskie. Jest zagrożony wymarciem, do czego przyczyniają się zmiany w stylu życia.
Jest zapisywany pismem birmańskim.